# براتسكي (ميكولاييفسكا)
براتسكي (Братське) هي مدينة في مقاطعة ميكولاييفسكا في أوكرانيا.